# Zielonawieś (gromada)
Zielonawieś (w latach 1970. Zielona Wieś) – dawna gromada, czyli najmniejsza jednostka podziału terytorialnego Polskiej Rzeczypospolitej Ludowej w latach 1954–1972.
Gromady, z gromadzkimi radami narodowymi (GRN) jako organami władzy najniższego stopnia na wsi, funkcjonowały od reformy reorganizującej administrację wiejską przeprowadzonej jesienią 1954 do momentu ich zniesienia z dniem 1 stycznia 1973, tym samym wypierając organizację gminną w latach 1954–1972.
Gromadę Zielonawieś z siedzibą GRN w Zielonejwsi (obecna pisownia Zielona Wieś) utworzono – jako jedną z 8759 gromad na obszarze Polski – w powiecie rawickim w woj. poznańskim, na mocy uchwały nr 34/54 WRN w Poznaniu z dnia 5 października 1954. W skład jednostki weszły obszary dotychczasowych gromad Łąkta i Zielonawieś oraz miejscowość Sikorzyn z dotychczasowej gromady Szymanowo ze zniesionej gminy Rawicz, ponadto: a) parcele o łącznym obszarze 135,72,10 ha z karty 1 obrębu Niedźwiadki i z karty 1 obrębu Kubeczki z dotychczasowej gromady Niedźwiadki, oraz b) parcele o łącznym obszarze 653,04,72 ha z karty 1 obrębu Ugoda i z karty 1 obrębu Zawady z dotychczasowej gromady Ugoda ze zniesionej gminy Chojno – w tymże powiecie. Dla gromady ustalono 17 członków gromadzkiej rady narodowej.
31 grudnia 1971 gromadę zniesiono, a jej obszar włączono do gromad: Pakosław (miejscowości Dębienka i Kubeczki) i Sierakowo (miejscowości Łąkta, Sikorzyn, Stwolno, Ugoda, Wydawy, Zawady i Zielona Wieś) w tymże powiecie.